# Antynomia
Antynomia (gr. antinomia – sprzeczność praw) – logiczna sprzeczność, paradoks, zdanie logiczne bądź rozumowanie dedukcyjne, które prowadzi do sprzeczności.
Termin używany w logice, epistemologii.
Przykład: antynomia klas samozwrotnych. 
- Niech A oznacza zbiór takich wypowiedzi, które nie mogą orzekać o samych sobie.

Czy wypowiedź: P = „Zdanie P należy do zbioru A” należy do zbioru A czy nie?
Inaczej: czy zdanie P może mówić o samym sobie?
Jeśli tak, to  zdanie P orzeka, że należy do zbioru A, czyli orzeka coś o samym sobie, czego nie może czynić, należąc do zbioru A.
Jeśli nie, zdanie to powinno należeć do zbioru A, ale wówczas nie może przecież orzekać o samym sobie, więc do zbioru A nie należy.
Jak widać, założenie, że zdanie będące antynomią jest prawdziwe, prowadzi do paradoksu i jednocześnie założenie przeciwne także.
Innym przykładem antynomii jest paradoks kłamcy:
„Jeżeli kłamca mówi, że kłamie, to znaczy, że zawsze kłamie i nie kłamie zarazem” (Eubulides z Miletu)